# Igreja Unida de Cristo
A Igreja Unida de Cristo (em inglês, United Church of Christ, UCC) é uma denominação cristã protestante, fundada nos Estados Unidos, em 1957 pela união de duas denominações, a Igreja Reformada e Evangélica e as Igrejas Cristãs Congregacionais. É uma das maiores denominações protestantes nos Estados Unidos. Todavia, experimenta declínio acelerado no número de membros desde 1962.

## História
A Igreja Unida de Cristo (IUC) foi formada em 1957, pela fusão da Igreja Reformada e Evangélica (IER) e Igrejas Cristãs Congregacionais (ICC). 
A IER, por sua vez, havia sido formada em 1934, pela fusão da maior parte da Igreja Reformada nos Estados Unidos (IREU) e o Sínodo Evangélico da América do Norte, uma denominação de tradição luterana. Enquanto isso, as ICC haviam sido formadas em 1931, pela fusão da Conselho Nacional das Igrejas Congregacionais dos Estados Unidos e da Conexão Cristã, um grupo do movimento dos Discípulos de Cristo.
Sendo assim, a IUC reúne igrejas de tradição luterana, reformada continental alemã e húngara, restauracionista e congregacional.
Em 1962, a denominação começou a declinar em número de membros.

## Estatísticas
| Ano  | Igrejas | Membros   |
| ---- | ------- | --------- |
| 1962 | 6.894   | 2.056.696 |
| 1972 | 6.635   | 1.895.016 |
| 1982 | 6.461   | 1.716.723 |
| 1992 | 6.264   | 1.555.382 |
| 2000 | 5.923   | 1.377.320 |
| 2010 | 5.227   | 1.058.423 |
| 2019 | 4.852   | 802.256   |
| 2021 | 4.794   | 773.539   |
| 2022 | 4.724   | 745.230   |
| 2023 | 4.603   | 712.296   |

Desde 1962 a denominação enfrenta o declínio do seu número de membros e de igrejas. Em 2022, o número de membros era cerca de 1/3 do número de 1962. 
Segundo pesquisas publicadas pelo Pew Research Center em 2015, apenas 31% das pessoas criadas como congregacionais, grupo do qual a IUC faz parte e representa a maior parcela do país, permanecem na religião depois de adultas. Sendo assim, a baixa retenção de filhos, em comparação com as demais denominações, faz com que a IUC tenha um ritmo tão rápido de declínio.
Segundo a mesma pesquisa, 33% das pessoas criadas como congregacionais se identificam com outras denominações ao crescerem e 28% se descreviam como não religiosos, o maior percentual entre as pessoas criadas em qualquer outro grupo protestante.

## Características
A denominação mantém plena comunhão com outras denominações protestantes de linha principal E muitas de suas congregações optam por praticar a comunhão aberta. A denominação coloca grande ênfase na participação em esforços ecumênicos e inter-religiosos em todo o mundo. Em âmbito nacional tem favorecido historicamente as visões liberais sobre questões sociais, como direitos civis, direitos LGBT, direitos das mulheres e controle de natalidade. Sendo assim, a denominação permite a ordenação de mulheres, a celebração de casamento entre pessoas do mesmo sexo e a prática do aborto.
No entanto, as congregações da Igreja Unida de Cristo são independentes em questões de doutrina e ministério e podem não necessariamente apoiar as posturas teológicas ou morais do nível nacional. Ela se autodescreve como "uma denominação extremamente pluralista e diversa". 
O Sínodo Calvino, uma das conferências da denominação, é conhecido opor sua postura conservadora, de forma que não permite que as igrejas de sua jurisdição celebrem casamentos homoafetivos.
Em 2021, a denominação também estabeleceu posicionamento de apoio ao poliamor, desde que haja consentimento entre as partes envolvidas.

## Doutrinas
A declaração de fé oficial foi adotada em 1959. O documento é relativamente sucinto:
```
"Cremos em Deus, o Espírito Eterno, que nos é dado a conhecer em Jesus, nosso irmão, e de cujas obras damos testemunho:
Deus chama os mundos à existência, cria a humanidade à imagem divina e coloca diante de nós os caminhos da vida e da morte.
Deus procura em amor santo salvar todas as pessoas da falta de objetivo e do pecado.
Deus julga toda a humanidade e todas as nações por aquela vontade de justiça declarada por meio de profetas e apóstolos.
Em Jesus Cristo, o homem de Nazaré, nosso Senhor crucificado e ressurreto, Deus veio a nós e compartilhou nossa sorte comum, vencendo o pecado e a morte e reconciliando toda a criação com seu Criador.
Deus nos concede o Espírito Santo, criando e renovando a igreja de Jesus Cristo, unindo na aliança pessoas fiéis de todas as idades, línguas e raças.
Deus nos chama para a igreja para aceitar o custo e a alegria do discipulado, para sermos servos a serviço de toda a família humana, para proclamar o evangelho a todo o mundo e resistir aos poderes do mal, para participar do batismo de Cristo e comer à vontade. sua mesa, para se juntar a ele em sua paixão e vitória.
Deus promete a todos os que confiam no evangelho o perdão dos pecados e a plenitude da graça, coragem na luta pela justiça e paz, a presença do Espírito Santo na provação e alegria, e a vida eterna naquele reino que não tem fim."
Bênção e honra, glória e poder sejam dados a Deus.'
[
16
]
```

## Movimentos internos
Biblical Witness Fellowship é um movimento de renovação evangélica composto por membros da Igreja Unida de Cristo. Fundado em 1978 como United Church People for Biblical Witness, o movimento foi reorganizado como Biblical Witness Fellowship em uma convocação nacional em Byfield, Massachusetts em 1984. O objetivo principal do BWF é "renovar a vitalidade espiritual por meio da fé em Jesus Cristo em cada congregação local, restaurando o compromisso com o chamado e a visão original dessas igrejas e de sua denominação". 

## Membros famosos
- Barack Obama, presidente Norte-americano;
- Daniel Akaka, senador pelo Havaí;
- Hubert Humphrey, 38º vice-presidente dos Estados Unidos;
- Common, rapper;
- Dean Koontz, escritor;
- Orland Boyer, missionário no Brasil;
- Bill Moyers, jornalista;
- Walter Brueggemann biblista e teólogo;
- Max Baucus, político;
- Jon Corzine, político;
- Maggie Hassan, político;
- Judd Gregg, político;
- Hubert Humphrey, político;
- Mark Kirk, político;
- Amy Klobuchar, político;
- Common, Rapper;
- Donald Hall, poeta;
- Sherrill Milnes, cantora
- Reinhold Niebuhr, teólogo;
- Jackie Robinson, atleta.
- Marilynne Robinson, escritora.
- Alex Ross, artista de quadrinhos;
- Philip Schaff, teólogo;
- Paul Tillich, teólogo;
- Andrew Young, político e pastor.